# Gyémánt (Bikini-album)
A Gyémánt egy 2000-ben megjelent Bikini-válogatásalbum. Tartalmaz olyan számokat is, melyeket külön erre az albumra újrajátszottak.

## Közreműködtek
- D. Nagy Lajos (ének, vokál)
- Németh Alajos (basszusgitár, billentyűs hangszerek)
- Daczi Zsolt (gitár)
- Gallai Péter (billentyűs hangszerek)
- Makovics Dénes (szaxofon)
- Mihalik Viktor (dob, ütőhangszerek)
- Hirleman Bertalan (dobok)/2,5,7,8,10/
- Vedres József (gitár) /2,5,8,10,14/
- Kovács Gábor (billentyűs hangszerek) /4,9,13,/

## Számok listája
1. Itthon vagyok
2. A szabadság rabszolgái
3. Izzik a tavaszi délután
4. Parancs
5. Valóság állomás
6. Repülök
7. Veri az élet
8. Csak dolgozni ne kelljen
9. Telihold
10. Már semmit sem érzek
11. A világ végén
12. Könnycsepp a mennyből
13. Úgy hiányzik pár dolog
14. Dalolok a máról
15. Egy korsó, egy pohár